# 4569 Baerbel
4569 Baerbel је астероид главног астероидног појаса са средњом удаљеношћу од Сунца која износи 2,585 астрономских јединица (АЈ).
Апсолутна магнитуда астероида је 11,8.